# Brytyjskie Towarzystwo Afrykańskie
Brytyjskie Towarzystwo Afrykańskie (założone w 1788 roku) zajmowało się jako pierwsze planowymi badaniami wnętrza Afryki. Głównym celem wypraw do końca XVIII wieku, było przygotowanie się do kolonialnego podboju kontynentu. Podobną inicjatywę podjęły towarzystwa geograficzne francuskie i niemieckie na początku XIX wieku. Ich aktywność była widoczna głównie w  Afryce Północnej, zamieszkiwanej przez  muzułmanów. 
W 1795 roku Brytyjskie Towarzystwo Afrykańskie wysłało do  Afryki Zachodniej szkockiego lekarza, Mungo Parka. Celem jego ekspedycji było odnalezienie legendarnej rzeki Niger. Parkowi udało się odnaleźć rzekę, ale nie dotarł do jej źródeł, ponieważ został uwięziony przez arabskiego wodza. Udało się to dopiero  Richardowi Landerowi w 1830 r.